# توني تايلور
أليخاندرو أنطونيو تايلور (بالإنجليزية: Alejandro Antonio Taylor)‏ (مواليد 13 يوليو 1989 في لونغ بيتش، كاليفورنيا الولايات المتحدة - )، هو لاعب كرة قدم بنمي المولود في الولايات المتحدة يلعب كمهاجم.

## روابط خارجية
- توني تايلور على موقع الدوري الأمريكي (الإنجليزية)
- توني تايلور على موقع إي إس بي إن إف سي (الإنجليزية)
- توني تايلور على موقع قاعدة بيانات كرة القدم.إي يو (الإنجليزية)
- توني تايلور على موقع ناشيونال فوتبول تيمز (الإنجليزية)
- توني تايلور على موقع Soccerbase.com (لاعب) (الإنجليزية)
- توني تايلور على موقع Soccerway.com (الإنجليزية)
- توني تايلور على موقع عالم كرة القدم.نت (الإنجليزية)
- توني تايلور على موقع AS.com (الإسبانية)